# Guttet
Guttet (toponimo tedesco) è una frazione del comune svizzero di Guttet-Feschel, nel Canton Vallese (distretto di Leuk).

## Storia

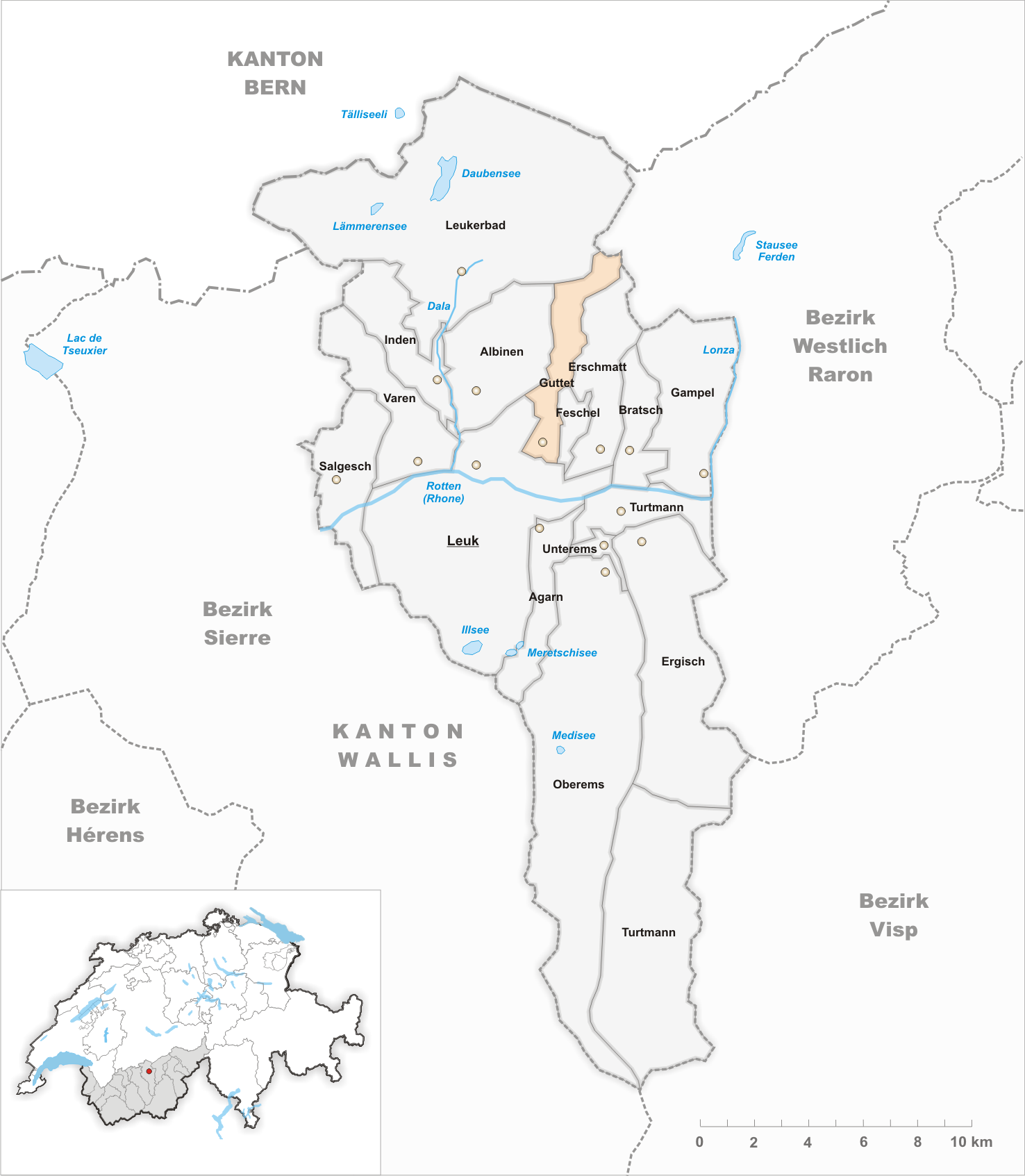
Il territorio del comune di Guttet prima degli accorpamenti comunali del 2000

Già comune autonomo che comprendeva anche le frazioni di Grächmatten e Wiler, nel 2000 è stato accorpato all'altro comune soppresso di Feschel per formare il nuovo comune di Guttet-Feschel.

## Monumenti e luoghi d'interesse
- Chiesa parrocchiale cattolica del Sacro Cuore in località Wiler, eretta nel 1901-1902[1].

## Società

### Evoluzione demografica
L'evoluzione demografica è riportata nella seguente tabella:
Abitanti censiti

## Amministrazione
Ogni famiglia originaria del luogo fa parte del cosiddetto comune patriziale e ha la responsabilità della manutenzione di ogni bene ricadente all'interno dei confini della frazione.